# Louai al-Atassi

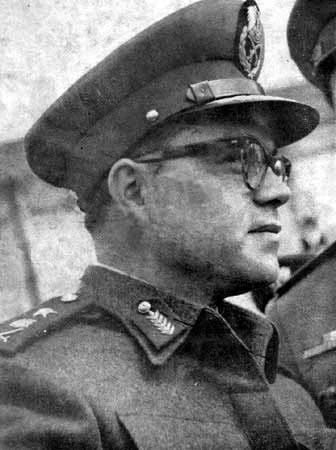
Louai al-Atassi

Louai al-Atassi (* 1926 in Homs, Syrien; † 24. November 2003 ebenda), seltener auch Luayy oder Lu'ai el-Atasi (arabisch لؤي الأتاسي, DMG Luʾai al-Atāsī) war ein syrischer General und Politiker. Vom 9. März 1963 bis zum 27. Juli 1963 war Generalleutnant Louai al-Atassi Interimspräsident Syriens.

## Leben

### Militärische Karriere
Louai al-Atassi absolvierte die Militärakademie in Homs und nahm 1948/49 als Heeressoldat am Palästinakrieg teil. Als strenger Befürworter des Arabischen Einheitsstrebens und Anhänger des ägyptischen Präsidenten Gamal Abdel Nasser opponierte er 1961 gegen die Auflösung der Ägyptisch-Syrien Union, wurde aber Garnisonskommandant von Aleppo, wo er auf den nasseristischen Offizier Jassem Alwan traf. Nach einem Putschversuch Anfang April 1962 wurde al-Atassi zunächst als Militärattaché an die syrische Botschaft nach Washington „verbannt“, ehe er nach dem Putsch vom 8. März 1963 wieder zurückkehren konnte und als Kompromisskandidat der Baath-Partei und der Nasseristen Staats- und Armeechef wurde.

### Politik
Louais Verwandter Dschamal al-Atassi wurde Informationsminister.
Als Vorsitzender des Nationalen Revolutionären Kommandorats, dem zunächst 12 Baathisten und 8 Nasseristen angehörten, begab sich Louai al-Atassi zusammen mit dem Baath-Gründer und Premier Salah ad-Din al-Bitar umgehend nach Kairo, um mit Nasser Verhandlungen über eine Ägyptisch-Irakisch-Syrische Dreier-Union zu führen. Als im Juli 1963 die Verhandlungen stockten und rechte Baathisten begannen, Nasseristen in Heer und Staat zu verdrängen, traten die Nasseristen (u. a. Jamal al-Atassi) in der Regierung zurück und Oberst Jassem Alwan unternahm mit Nassers Billigung einen Putschversuch.

### Lebensabend
Alwans Putsch wurde vom damaligen Innenminister Amin al-Hafiz niedergeschlagen, der auch Atassi zum Rücktritt zwang und selbst Staatschef wurde. Louais Verwandter Nureddin Mustafa al-Atassi wurde neuer Innenminister (später auch Vizepremier und Vizepräsident).
Louai al-Atassi zog sich daraufhin nach Homs und aus dem politischen Leben zurück und überlebte daher 1970 auch den Sturz Nureddins, der 1966 al-Hafiz verdrängt hatte.